# دینا ویلر-نیکلسن
دِینا ویلر-نیکلسن (انگلیسی: Dana Wheeler-Nicholson؛ زادهٔ ۹ اکتبر ۱۹۶۰)هنرپیشه و خواننده اهل کشور ایالات متحده آمریکا است. وی زادهٔ شهر نیویورک است. این بازیگر نوهٔ ناشر کتاب‌های کمیک آمریکایی «مالکوم ویلر-نیکلسن» است. بیشتر شهرت دانا ویلر-نیکلسن به خاطر بازی در فیلم‌های سینمایی «Fletch» و «Tombstone» است. از فیلم و سریال‌هایی که تاکنون بازی می‌توان به ۶ سال، ملت غذای آماده، سکس و شهر، بوستون لیگال، قانون و نظم، پرونده‌های اکس، دنیس تماس می‌گیرد، نبرد شیکر هایتس، فرانک و جسی و خانم سافل اشاره نمود.